# Primer ministro de Sudán
El primer ministro de Sudán es el jefe de gobierno de la República del Sudán.

## Historia
El sistema político de la República de Sudán se reestructuró después de un golpe militar el 30 de junio de 1989, cuando Omar Hasán Ahmad al Bashir, entonces brigadier en el ejército sudanés, dirigió a un grupo de oficiales y derrocó al gobierno del primer ministro Sadiq al-Mahdi. Bajo el liderazgo de al Bashir, el nuevo gobierno militar suspendió a los partidos políticos e introdujo un código legal islámico a nivel nacional. Luego fue elegido presidente del Consejo de Mando Revolucionario para la Salvación Nacional (un cuerpo con poderes legislativos y ejecutivos para lo que se describió como un período de transición), y asumió los cargos de jefe de Estado, primer ministro, jefe de las fuerzas armadas, y ministro de Defensa.
Ningún primer ministro volvió a ser nombrado hasta el 2 de marzo de 2017, cuando el presidente al Bashir designó a Bakri Hassan Saleh, para encabezar el consejo de ministros. Saleh fue encargado de crear un gabinete donde fuesen representadas todas las fuerzas políticas que asistieron a la conferencia de diálogo nacional iniciada en 2016. El restablecimiento del cargo, junto con una delegación de algunos de los poderes presidenciales, fueron parte de las reformas propuestas por dicha conferencia de diálogo nacional.

## Lista de primeros ministros
| Sudán anglo-egipcio (1952–1956)                         | Sudán anglo-egipcio (1952–1956) | Sudán anglo-egipcio (1952–1956) | Sudán anglo-egipcio (1952–1956) | Sudán anglo-egipcio (1952–1956) | Sudán anglo-egipcio (1952–1956) | Sudán anglo-egipcio (1952–1956)     |
| #                                                       | #                               | Nombre                          | Nombre                          | Inicio                          | Final                           | Partido                             |
| ------------------------------------------------------- | ------------------------------- | ------------------------------- | ------------------------------- | ------------------------------- | ------------------------------- | ----------------------------------- |
| Ministros jefe                                          |                                 |                                 |                                 |                                 |                                 |                                     |
|                                                         | 1                               | Abd al-Rahman al-Mahdi          |                                 | 22 de octubre de 1952           | noviembre de 1953               | Partido Nacional Umma               |
|                                                         | 2                               | Ismail al-Azhari                |                                 | 6 de enero de 1954              | 1 de enero de 1956              | Partido Unionista Democrático       |
| República del Sudán (1956–1969)                         |                                 |                                 |                                 |                                 |                                 |                                     |
| Primeros ministros                                      |                                 |                                 |                                 |                                 |                                 |                                     |
|                                                         | (2)                             | Ismail al-Azhari                |                                 | 1 de enero de 1956              | 5 de julio de 1956              | Partido Unionista Democrático       |
|                                                         | 3                               | Abdallah Khalil                 |                                 | 5 de julio de 1956              | 17 de noviembre de 1958         | Partido Nacional Umma               |
|                                                         | 4                               | Ibrahim Abboud                  |                                 | 18 de noviembre de 1958         | 30 de octubre de 1964           | Militar                             |
|                                                         | 5                               | Sirr Al-Khatim Al-Khalifa       |                                 | 30 de octubre de 1964           | 2 de junio de 1965              | Partido Nacional Umma               |
|                                                         | 6                               | Muhammad Ahmad Mahgoub          |                                 | 10 de junio de 1965             | 25 de julio de 1966             | Partido Nacional Umma               |
|                                                         | 7                               | Sadiq al-Mahdi                  |                                 | 27 de julio de 1966             | 18 de mayo de 1967              | Partido Nacional Umma               |
|                                                         | (6)                             | Muhammad Ahmad Mahgoub          |                                 | 18 de mayo de 1967              | 25 de mayo de 1969              | Partido Nacional Umma               |
| República Democrática de Sudán (1969–1985)              |                                 |                                 |                                 |                                 |                                 |                                     |
| Primeros ministros                                      |                                 |                                 |                                 |                                 |                                 |                                     |
|                                                         | 8                               | Babiker Awadalla                |                                 | 25 de mayo de 1969              | 27 de octubre de 1969           | Independiente                       |
|                                                         | 9                               | Yaafar al-Numeiry               |                                 | 28 de octubre de 1969           | 11 de agosto de 1976            | Militar / Unión Socialista Sudanesa |
|                                                         | 10                              | Rashid Bakr                     |                                 | 11 de agosto de 1976            | 10 de septiembre de 1977        | Unión Socialista Sudanesa           |
|                                                         | (9)                             | Yaafar al-Numeiry               |                                 | 10 de septiembre de 1977        | 6 de abril de 1985              | Militar / Unión Socialista Sudanesa |
|                                                         | 11                              | Al-Jazuli Daf'allah             |                                 | 22 de abril de 1985             | 15 de diciembre de 1985         | Independiente                       |
| República del Sudán (1985–presente)                     |                                 |                                 |                                 |                                 |                                 |                                     |
| Primeros ministros                                      |                                 |                                 |                                 |                                 |                                 |                                     |
|                                                         | (11)                            | Al-Jazuli Daf'allah             |                                 | 15 de diciembre de 1985         | 6 de mayo de 1986               | Independiente                       |
|                                                         | (7)                             | Sadiq al-Mahdi                  |                                 | 6 de mayo de 1986               | 30 de junio de 1989             | Partido Nacional Umma               |
| Cargo disuelto (30 de junio de 1989-2 de marzo de 2017) |                                 |                                 |                                 |                                 |                                 |                                     |
|                                                         | 12                              | Bakri Hassan Saleh              |                                 | 2 de marzo de 2017              | 10 de septiembre de 2018        | Partido del Congreso Nacional       |
|                                                         | 13                              | Motazz Moussa                   |                                 | 10 de septiembre de 2018        | 23 de febrero de 2019           | Partido del Congreso Nacional       |
|                                                         | 14                              | Mohamed Tahir Ayala             |                                 | 23 de febrero de 2019           | 11 de abril de 2019             | Partido del Congreso Nacional       |
| Cargo disuelto (11 de abril-21 de agosto de 2019)       |                                 |                                 |                                 |                                 |                                 |                                     |
|                                                         | 15                              | Abdalla Hamdok                  |                                 | 21 de agosto de 2019            | 25 de octubre de 2021           | Fuerzas de la Libertad y el Cambio  |
| Cargo disuelto (25 de octubre-21 de noviembre de 2021)  |                                 |                                 |                                 |                                 |                                 |                                     |
|                                                         | (15)                            | Abdalla Hamdok                  |                                 | 21 de noviembre de 2021         | 2 de enero de 2022              | Independiente                       |
| Cargo disuelto (2-19 de enero de 2022)                  |                                 |                                 |                                 |                                 |                                 |                                     |
|                                                         | -                               | Osman Hussein                   |                                 | 19 de enero de 2022             | 30 de abril de 2025             | Independiente                       |
|                                                         | -                               | Dafallah al-Haj Ali             |                                 | 30 de abril de 2025             | 31 de mayo de 2025              | Independiente                       |
|                                                         | 16                              | Kamil Idris                     |                                 | 31 de mayo de 2025              | En el cargo                     | Independiente                       |